# Reasonable Woman
Reasonable Woman é o décimo álbum de estúdio da cantora e compositora australiana Sia, lançado em 3 de maio de 2024, através da Monkey Puzzle e Atlantic Records. O álbum foi precedido pelos singles "Gimme Love", "Dance Alone" e "Incredible", e conta com colaborações de diversos artistas.

## Antecedentes
Em 2016, Sia lançou o seu sétimo álbum de estúdio This Is Acting, que continha principalmente músicas que ela havia escrito originalmente para outros artistas pop que não foram incluídos em seus álbuns. Em 2018, formou o supergrupo LSD com Labrinth e Diplo; eles lançaram seu álbum autointitulado de estreia em abril de 2019. Em fevereiro de 2020, Sia anunciou que tinha dois novos álbuns para serem lançados, um dos quais seria sua versão da trilha sonora do filme Music, um drama musical que ela escreveu e dirigiu. Intitulado Music – Songs from and Inspired by the Motion Picture, foi lançado em fevereiro de 2021 junto com o filme. Em uma entrevista de 2020 com Zach Sang, Sia afirmou que o outro álbum se chamaria Reasonable Woman.

## Lançamento e formato

### Formatos
Em 7 de fevereiro de 2024, Sia anunciou a data de lançamento e a lista de faixas do álbum.
Reasonable Woman foi lançado em 3 de maio de 2024 pela Monkey Puzzle e Atlantic Records. O álbum foi lançado em vários formatos físicos e em variantes de vinil através de sua loja virtual e de vários varejistas, além dos  formatos digitais, como download digital e streaming online.

### Arte de arte
A capa do álbum mostra Sia sentada ao lado de uma jovem. Ambos estão usando laços rosa nos cabelos, com Sia também usando sua enorme peruca encaracolada. A arte "original", que aparece em vários lançamentos de versões físicas do álbum, apresenta Sia em pé à beira de uma piscina em um terno laranja, com pés, mãos e cabeça cobertos de tons brancos, cinza e pretos.

## Promoção

### Singles
"Gimme Love" foi lançado como o primeiro single do álbum em 13 de setembro de 2023. "Dance Alone", uma colaboração com Kylie Minogue, foi lançado em 7 de fevereiro de 2024, servindo como o segundo single. "Incredible", com participação de Labrinth, foi lançado em 5 de abril de 2024, como o terceiro single.

### Promocionais
O primeiro single promocional, "I Forgive You" foi lançado uma semana depois, em 12 de abril de 2024, e o segundo single promocional, "Fame Won't Love You", com participação de Paris Hilton, foi lançado em 19 de abril.

## Crítica profissional
| Críticas profissionais | Críticas profissionais |
| Pontuações agregadas   | Pontuações agregadas   |
| Fonte                  | Avaliação              |
| ---------------------- | ---------------------- |
| Metacritic             | 64/100                 |
| Avaliações da crítica  |                        |
| Fonte                  | Avaliação              |
| AllMusic               | [ 28 ]                 |
| MusicOMH               | [ 29 ]                 |
| The Arts Desk          | [ 30 ]                 |
| The Guardian           | [ 31 ]                 |

De acordo com o agregador de resenhas Metacritic, Reasonable Woman recebeu recebeu "críticas geralmente favoráveis" com base em uma pontuação média ponderada de 64 em 100 em 4 avaliações da crítica.
Em sua crítica para o AllMusic, Neil Z. Yeung elogiou Reasonable Woman, comentando que isso "coloca Sia de volta nos trilhos" após "um período de retornos decrescentes por meio de contribuições únicas de trilha sonora e sua incompreendida trilha sonora de Music". Katie Colombus do The Arts Desk chamou o álbum de "notas altíssimas, letras malucas, habilidades vocais intensamente técnicas, mas melífluas, batidas arrepiantes e melodias inesquecíveis", elogiando as composições de Sia e afirmando que "consolida [ela] como um camaleão que permanece fiel a si mesma".

## Alinhamento de faixas
| Reasonable Woman – Edição Padrão |                                                                |                                                                                 |                             |         |  |
| N.º                              | Título                                                         | Compositor(es)                                                                  | Produtor(es)                | Duração |  |
| 1.                               | "Little Wing"                                                  | Sia Furler Jesse Shatkin                                                        | Shatkin                     | 3:19    |  |
| 2.                               | "Immortal Queen" (com part. de Chaka Khan e Missy Elliott)     | Furler Greg Kurstin Yvette Stevens                                              | Kurstin                     | 3:20    |  |
| 3.                               | "Dance Alone" (com Kylie Minogue)                              | Furler Shatkin                                                                  | Shatkin Jim-E Stack         | 2:52    |  |
| 4.                               | "I Had a Heart"                                                | Furler Shatkin Rosalia Tobella                                                  | Shatkin                     | 2:49    |  |
| 5.                               | "Gimme Love"                                                   | Furler Shatkin                                                                  | Shatkin                     | 3:34    |  |
| 6.                               | "Nowhere to Be"                                                | Furler Shatkin                                                                  | Shatkin                     | 3:16    |  |
| 7.                               | "Towards the Sun"                                              | Furler Shatkin                                                                  | Shatkin                     | 2:48    |  |
| 8.                               | "Incredible" (com part. de Labrinth)                           | Furler Timothy McKenzie                                                         | Labrinth Nathaniel Ledwidge | 3:34    |  |
| 9.                               | "Champion" (com part. de Tierra Whack, Kaliii e Jimmy Jolliff) | Furler Shatkin Charlie Heat Tierra Whack Kaliya Ross Jimmy Jolliff Joshua Goods | Shatkin Charlie Heat [c]    | 2:41    |  |
| 10.                              | "I Forgive You"                                                | Furler Kurstin                                                                  | Kurstin                     | 4:20    |  |
| 11.                              | "Wanna Be Known"                                               | Furler Kurstin                                                                  | Kurstin                     | 3:46    |  |
| 12.                              | "One Night"                                                    | Furler Shatkin Megan Bülow Gabe Noel Max Wolfgang                               | Shatkin                     | 2:59    |  |
| 13.                              | "Fame Won't Love You" (com part. de Paris Hilton)              | Furler Kurstin                                                                  | Kurstin                     | 3:20    |  |
| 14.                              | "Go On"                                                        | Furler Shatkin Benjamin Levin Jasper Harris Magnus Høiberg                      | Shatkin Benny Blanco Harris | 3:14    |  |
| 15.                              | "Rock and Balloon"                                             | Furler Shatkin                                                                  | Shatkin                     | 4:00    |  |
| Duração total:                   | Duração total:                                                 | Duração total:                                                                  | Duração total:              | 49:52   |  |

| Reasonable Woman – Faixa bônus da edição japonesa |                  |         |  |
| N.º                                               | Título           | Duração |  |
| 16.                                               | "Did Me A Favor" |         |  |

Notas
- ↑c  significa um co-produtor.

## Equipe e colaboradores
Músicos
| - Sia — vocais - Jesse Shatkin — teclados (faixas 1, 3–7, 9, 12, 14, 15); baixo, bateria, percussão, sintetizador (faixas 1, 3–7, 9, 12, 15); programação de bateria (faixas 1, 3–5, 7, 9, 12, 15), piano (faixas 5–7, 12), programação (faixas 6, 14), metais (faixa 9), instrumentação (faixa 14), programação de instrumentos (faixa 15) - Greg Kurstin – baixo, teclado, sintetizador (faixas 2, 10–12); bateria, percussão (faixas 2, 12); mellotron (faixa 2), piano (faixas 10–12), orquestra de cordas (faixas 10, 11), violão (faixas 11, 12), marimba (faixa 12) - Chaka Khan — vocais (faixa 2) - Jim-E Stack — baixo, programação de bateria, teclados, percussão, sintetizador (faixa 3) - Eli Teplin — teclados (faixa 3) - Kylie Minogue — vocais (faixa 3) - Zeke Chabon — programação adicional (faixa 4) - Dylan Wiggins — baixo (faixa 4) - Alexis S. James — coro (faixa 5) - Ashly Williams — coro (faixa 5) - Brittany J. Wallace — coro (faixa 5) | - Bryan A. Green — coro (faixa 5) - Chadric Johnson — coro (faixa 5) - Curnita E. Turner — coro (faixa 5) - Eric L. Copeland II — coro (faixa 5) - Jerel M. Duren — coro (faixa 5) - Lanita Smith — coro (faixa 5) - Gabriel Katz — baixo (faixa 6) - Samuel Dent — cordas (faixa 6) - Labrinth — vocais (faixa 8) - Jimmy Jolliff — vocais (faixa 9) - Kaliiii — vocais (faixa 9) - Tierra Whack — vocais (faixa 9) - Bülow — vocais adicionais (faixa 12) - Gabe Noel — instrumentação (faixa 12) - Paris Hilton — vocais (faixa 13) - Benny Blanco — instrumentação, teclados, programação (faixa 14) - Jasper Harris — instrumento, teclados, programação (faixa 14) - Joe Kennedy — teclados, piano (faixa 15) |

Técnico
| - Chris Gehringer — masterização - Mark "Spike" Stent — mixagem (faixas 1, 4–7, 10, 11) - Greg Kurstin — mixagem (faixas 2, 13), engenharia (faixas 2, 10, 11, 13) - Serban Ghenea — mixagem (faixas 3, 12, 14) - Labrinth — mixagem (faixa 8) - Rob Kinelski — mixagem (faixa 9) - Jesse Shatkin — mixagem (faixa 15), engenharia (1, 3–7, 9, 12, 15), arranjo de cordas (faixa 12) - Julian Burg — engenharia (faixas 2, 10, 11, 13) - Matt Tuggle — engenharia (faixas 2, 10, 11, 13) | - Samuel Dent — engenharia (faixa 6), engenharia adicional (faixas 1, 3–5, 7, 9, 12, 15), arranjo de cordas (faixas 4, 12) - Zeke Chabon — engenharia (faixas 3, 12), engenharia adicional (faixas 3, 8) - Kylie Minogue — engenharia vocal (faixa 3) - Sam Scotch — engenharia vocal (faixa 13) - Oli Kraus — arranjo de cordas (faixa 10) - Nathan Cimino — engenharia adicional (faixa 7) - Will Quinnell — assistência de masterização (faixa 5) - Matt Wolach — assistência de mixagem (faixas 1, 4–7, 10, 11) - Bryce Bordone — assistência de mixagem (faixas 3, 12, 14) - Eli Heisler — assistência de mixagem (faixa 9) |

## Histórico de lançamento
| Região | Data              | Formato                             | Versão | Gravadora              | Ref.                |
| ------ | ----------------- | ----------------------------------- | ------ | ---------------------- | ------------------- |
| Várias | 3 de maio de 2024 | CD download digital streaming vinil | Padrão | Monkey Puzzle Atlantic | [ 1 ] [ 15 ] [ 16 ] |